# Велике світле срібло
Велике Світле Срібло — порода кролів м'ясо-шкуркового напряму.

## Історія
Батьківщина породи — Франція, легендарна Шампань, де відома була вже 400 років тому. Перші в породі тварини називалися Срібляста Шампань, а в Німеччині, куди їх завезли на початку XX століття, кролики поширилися як Французьке Велике Срібло.
В середині минулого століття перспективні якості породи зацікавили вчених. Працюючи над вдосконаленням Срібла, вони поставили завдання збільшити м'ясну продуктивність, плодючість і скоростиглість. Всі завдання були з успіхом виконані, що і підтверджується вже понад півстоліття.

## Фізіологічні особливості породи
Кролі м'ясисті, з гарним товарним хутром, чудово ростуть і розмножуються, при хорошому догляді благополучно переносять морози до — 20 градусів. Вкрай важливо і те, що у Великого Світлого Срібла високий індекс продуктивності: на збільшення маси в 1 кг витрачається всього 2,5–3,5 кг кормових одиниць. Ідеальна порода для невеликих домашніх господарств, де кроликів розводять виключно для особистого споживання, і для великих фермерських, де вони в короткий термін дають хороший приріст як у вазі, так і в якій кількості.
Дорослий кролик може виростати до 6,6 кг, середня вага — 4,5 кг. У особин правильна, міцна за конституцією статура, середньої величини голова з прямо стоячими вухами; щільний тулуб завдовжки 55–57 см і міцні, правильних пропорцій кінцівки; округлий широкий круп і широкі груди з невеликим підгруддям; рівна спина добре омускулена. Тушки дорослих кроликів вигідно відрізняються від інших відмінним товарним виглядом шляхом великого омускулення і рівномірного розподілу межмускульного жиру.
Кролиці вельми плідні. У посліді в основному по 8 кроленят, але часто трапляється і більше. Кроленята при появі на світ важать близько 75 г, а у 2-місячному віці при належному догляді досягають 2 кг, в 3-місячному — 3 кг, в 4-місячному — 4 кг.
Важливо і те, що у кроликів БСС високий відсоток забійного виходу м'яса: для 4-місячних особин він становить в середньому 61%. М'ясо внаслідок достатньої кількості жиру і низької волокнистості ніжне, соковите, відмінних смакових якостей.

## Хутро
Хутро у цих кроликів досить густе, м'яке, пишне, з щільною міздрею і красивим, чистим забарвленням. БСС пофарбовані рівно в темні й світлі тони сріблястого кольору. Темніше інших ділянок можуть бути тільки області носа і рота, верх хвоста і лапи. Тон залежить від співвідношення чорних і чорно-білих остьових волосків. Потрібно врахувати, що приплід з'являється в чистому чорному кольорі, і дізнатися, якими будуть дорослі кролики, можна лише тоді, коли вони досягнуть віку 4 місяців.